# 安恒直人
安恒 直人（やすつね なおと、2003年2月5日 - ）は、ジャパンラグビーリーグワンの三菱重工相模原ダイナボアーズに所属するラグビーユニオン選手。

## 来歴
幼稚園時代から中学校時代まで、ぎんなんリトルラガーズ（福岡市博多区）で活動。
福岡県立福岡高校から早稲田大学へ進み、早稲田大学ラグビー蹴球部に所属。
大学4年の2025年1月、三菱重工相模原ダイナボアーズに加入した。同年3月、早稲田大学卒業。